# Abhidhammapitaka
De Abhidhamma (ook wel Abhidhamma-pitaka) is het derde en laatst toegevoegde deel van het Pali Canon van de Theravada traditie van het Boeddhisme. Abhi (Pali) betekent hoog of hoogste; dhamma betekent leer of waarheid. 'Abhidhamma' betekent aldus 'hoogste waarheid' of 'hoogste leer'.
De Abhidhamma bevat geen toespraken van de Boeddha, maar bestaat uit een abstract theoretisch raamwerk gebaseerd op de leer van de Boeddha in de sutta-pitaka, wat vervolgens tot in het meest precieze detail uitgewerkt is. De Abhidhamma wordt soms als een controversieel gedeelte van het Pali Canon gezien.

## Inhoud
De Abhidhamma bestaat uit zeven boeken of gedeeltes:
1. Dhammasangani ("Opsomming van Fenomenen"). Dit boek geeft een opsomming van al de paramattha dhamma (ultieme werkelijkheden) in de wereld. Een van deze opsommingen gaat als volgt:
- 52 cetasikas (mentale factoren)
- 89 verschillende staten van bewustzijn
- 4 primaire fysieke elementen (aarde, water, vuur, ruimte), en 23 daarvan afgeleide fysieke fenomenen
- Nirvana

2. Vibhanga ("Het boek van de Verhandelingen"). Dit boek is een voortzetting van de analyse van de Dhammasangani, in de vorm van een catechisme.

3. Dhatukatha ("Behandeling over de Elementen"). Een herhaling van de voorgaande boeken, in de vorm van vragen en antwoorden.

4. Puggalapaññatti ("Beschrijving van Individuen"). Geeft beschrijvingen van persoonlijkheid-typen.

5. Kathavatthu ("Controversiële punten"). Bevat vragen en antwoorden samengesteld door Moggaliputta Tissa in de derde eeuw voor Christus. Behandelt de controversiële verschillen tussen de verschillende vroege boeddhistische scholen (ook wel de Hinayana genoemd).

6. Yamaka ("Het Boek van de Paren"). Bevat een logische anaylse van veel van de concepten uit de voorgaande boeken.

7. Patthana ("Het Boek van Relaties"). Het grootste boek van de Abhidhamma (ongeveer 6000 paginas). Het behandelt de 24 conditionele relaties tussen fenomenen.

## Kritiek op de Abhidhamma
De Abhidhamma is het meest controversiële gedeelte van het Pali Canon. Kritiekpunten zijn onder andere:
- De Abhidhamma is niet van de Boeddha afkomstig, maar samengesteld door monniken na het overlijden van de Boeddha.
- De oorspronkelijke leer van de Boeddha is niet zo theoretisch en droog als de Abhidhamma.
- De Abhidhamma is onbegrijpelijk en maakt dat men de leer van de Boeddha te moeilijk gaat vinden.
- Veel splitsingen in de vroege boeddhistische scholen ontstonden door verschillende opvattingen over de Abhidhamma, niet over de inhoud van de oorspronkelijke toespraken van de Boeddha (de sutta-pitaka).
- De Abhidhamma is gebaseerd op de notie dat de cetasikas (mentale factoren) slechts voor een zeer minieme periode bestaan, waarna ze ten onder gaan en er een nieuwe of andere cetasika ontstaat (Zie dhammasangani). Deze notie vertegenwoordigt geen belangrijke originele leer van de Boeddha, en is waarschijnlijk een zeer specifieke (of kortzichtige) interpretatie van een van de vele uitspraken van de Boeddha. Het bestaan gedurende een zeer minieme periode is overigens niet hetzelfde als de notie dat alles onbestendig is (anicca), welke wel een belangrijke fundamentele lering van de Boeddha is.
- De Abhidhamma van het Theravada ontstond gedeeltelijk als reactie op het ontstaan van de Abhidhammas van de andere vroege boeddhistische scholen, en de proliferatie van nieuwe standpunten en geschriften in het hindoeïsme. Hierdoor ontstond er druk op de Theravada traditie om haar standpunt op de verschillende punten vast te stellen. De Abhidhamma komt daarom niet inherent voort uit de leer van de Boeddha, maar is ten minste gedeeltelijk te verklaren uit de maatschappelijke of sociale omstandigheden in antiek India.

## Punten van verdediging
De volgende punten van verdediging van de Abhidhamma worden vaak naar voren gebracht:
- Het wordt in de sutta's genoemd: "De bhikkhu die begiftigd is met vertrouwen verheugd zich zeer in de abhidhamma".
- Het is (volgens de commentariële traditie) de leer die de Boeddha aan zijn (overleden) moeder in de Tusita hemel onderwees. Toen de Boeddha hierna terugkwam naar de aarde, onderwees hij het ook aan zijn voorname discipel Sariputta.
- Het is onderdeel van het Pali Canon en van de Theravada traditie.
- Het is een logisch gevolg van systematische gedetailleerde analyse van de leer van de Boeddha.
- Het is met name geschikt voor de verdere verdieping van inzicht voor diegenen die de gradaties van heiligheid (sotapanna, ekadagami, anagami, arahant) hebben bereikt. Wanneer het voor louter intellectuele spielerei wordt aangewend kan het evenwel tot disputen leiden.